# Arndt Kiehnle
Arndt Kiehnle (* 1973 in Ebingen) ist ein deutscher Jurist und Hochschullehrer an der Ruhr-Universität Bochum.

## Leben
Kiehnle studierte von 1997 bis 2001 Rechtswissenschaften an der Universität Tübingen. Nach seinem Ersten Juristischen Staatsexamen 2001 arbeitete Kiehnle als wissenschaftlicher Mitarbeiter von Jan Schröder. Im Anschluss an sein Zweites Staatsexamen 2003, mit dem er sein Referendariat am Landgericht Hechingen beendete, schloss Kiehnle im selben Jahr bei Schröder in Tübingen seine Promotion zum Dr. iur. ab. In der Folge war bis 2009 als Schröders wissenschaftlicher Assistent tätig. 2011 habilitierte Kiehnle sich bei Schröder mit der bislang unveröffentlichten Schrift Bereicherungsausgleich wegen gesetzlich angeordneten Rechtsverlusts und erhielt die venia legendi für die Fächer Bürgerliches Recht, Deutsche Rechtsgeschichte, Handelsrecht und Rechtsvergleichung.
Nach Lehrstuhlvertretungen an den Universitäten Gießen und Erlangen-Nürnberg war Kiehnle von 2012 bis 2013 nochmals als wissenschaftlicher Mitarbeiter, bei Wolfgang Forster, tätig. Seit dem Wintersemester 2013/14 hat Kiehnle den Lehrstuhl für Bürgerliches Recht, Deutsche und Europäische 
Rechtsgeschichte an der Universität Bochum inne.

## Veröffentlichungen (Auswahl)
- Der Erwerb kraft öffentlichen Glaubens in der württembergischen Pfandgesetzgebung von 1825/1828 und im Bürgerlichen Gesetzbuch. Duncker & Humblot, Berlin 2004, ISBN 978-3-428-11316-3. (Dissertation).